# 嵇芩孫
嵇芩孫（1884年—1944年），字洛如，江蘇蘇州唐市鎮河東街人。中華民國外交官。

## 生平
嵇芩孫早年曾留學美國斯坦福大學，獲學士學位。光緒二十八年（1902年），芩孫與唐市董事孫曉卿在唐市創建語溪中西學堂。光緒三十三年（1907年）獲游學畢業進士，選翰林院庶吉士。
中華民國成立後，他曾任中華民國政府外交部主事，中國駐比利時使館代辦，作爲內閣總理唐紹儀的隨使出訪英國、美國等國，曾任北京大學法律系講師等職。

## 家庭
- 父：嵇履吉
- 母：陶氏

## 延伸阅读
[在维基数据编辑]
 《游美同學錄·嵇芩孫》，出自《游美同學錄》